# جيه. مارتن
جيه. مارتن (بالإنجليزية: J. D. Martin)‏ (و. 1983  م) هو لاعب كرة قاعدة، من الولايات المتحدة، ولد في ريدجكريست، كيرن، كاليفورنيا، يلعب كمرسل مطلق ‏.

## روابط خارجية
- جيه. مارتن على موقع دوري كرة القاعدة الرئيسي (الإنجليزية)
- جيه. مارتن على موقع دوري كوريا الجنوبية لكرة القاعدة (الإنجليزية)
- جيه. مارتن على موقعبيزبول رفرنس.كوم (الدوري الرئيسي) (الإنجليزية)
- جيه. مارتن على موقعبيزبول رفرنس.كوم (الدوري الثانوي) (الإنجليزية)
- جيه. مارتن على موقع إي إس بي إن.كوم (أم.أل.بي) (الإنجليزية)
- جيه. مارتن على موقع مشجعي الرسوم البيانية (الإنجليزية)